# J.R. Sakuragi
J.R. Sakuragi, nato Milton Henderson jr. (桜木ジェイアール?, Sakuragi Jeiāru; Bakersfield, 30 ottobre 1976), è un allenatore di pallacanestro ed ex cestista statunitense naturalizzato giapponese, professionista nella NBA.

## Carriera
È stato selezionato dai Vancouver Grizzlies al secondo giro del Draft NBA 1998 (56ª scelta assoluta).
Con il Giappone ha disputato due edizioni dei Campionati asiatici (2007, 2013).

## Palmarès
- Campione NCAA (1995)
- All-IBL First Team (2000)
- Miglior marcatore IBL (2000)